# Muiden
Muiden es un antiguo municipio y una ciudad de la provincia de Holanda Septentrional, en los Países Bajos. Desde 2016 forma parte del nuevo municipio de Gooise Meren

## Historia
Villa perteneciente al Condado de Flandes, desde 1281. Durante la guerra de los Ochenta Años, las tropas españolas resistieron un ataque de los Mendigos del mar el 9 de mayo de 1576, no quedando la población en manos rebeldes hasta la retirada española mediante el Edicto perpetuo de 1577.

## Lugares de interés
- Muiderslot, castillo medieval construido alrededor del año 1280.
- Muizenfort, fuerte construido entre 1874 y 1877.

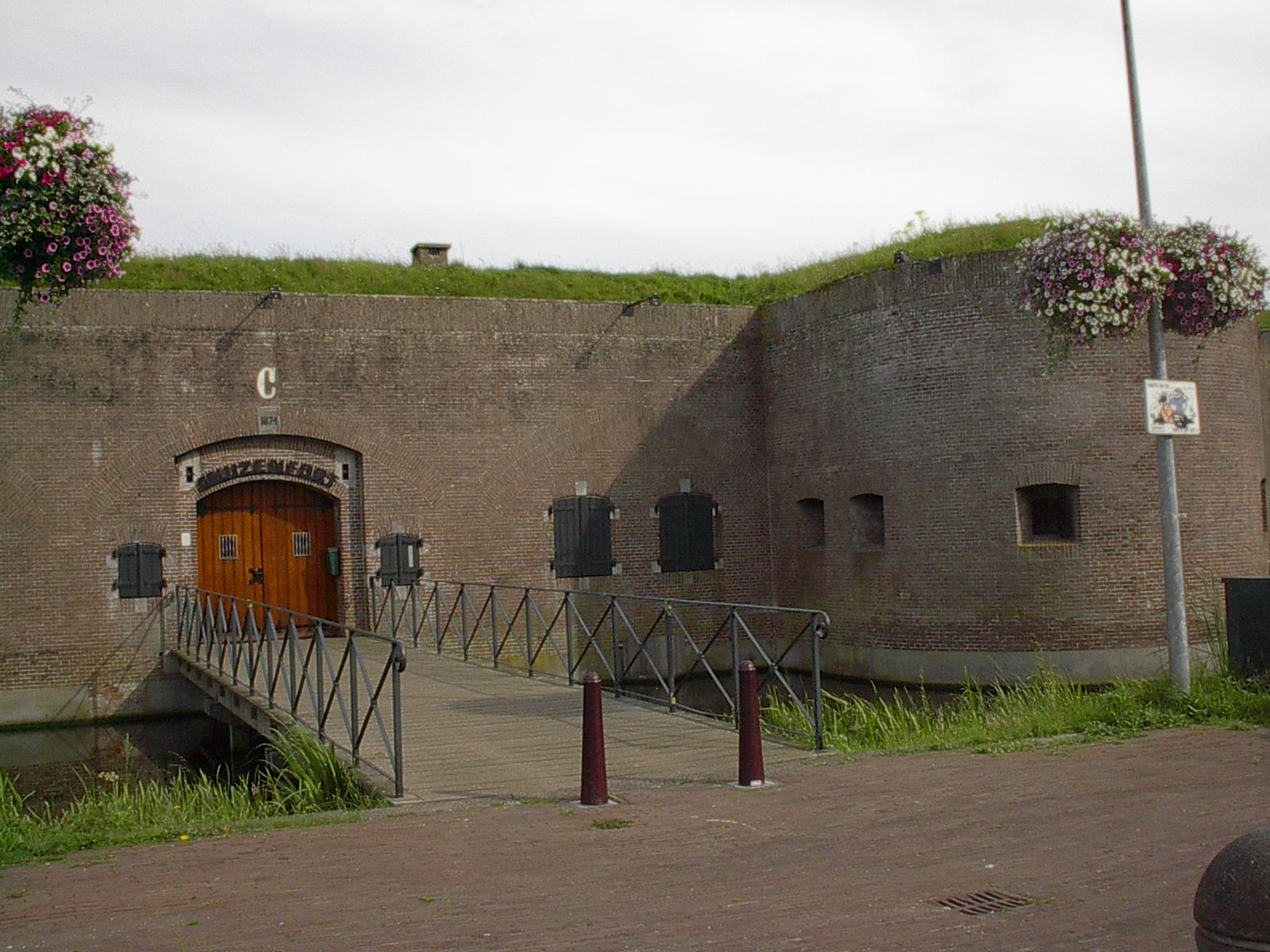
Muizenfort

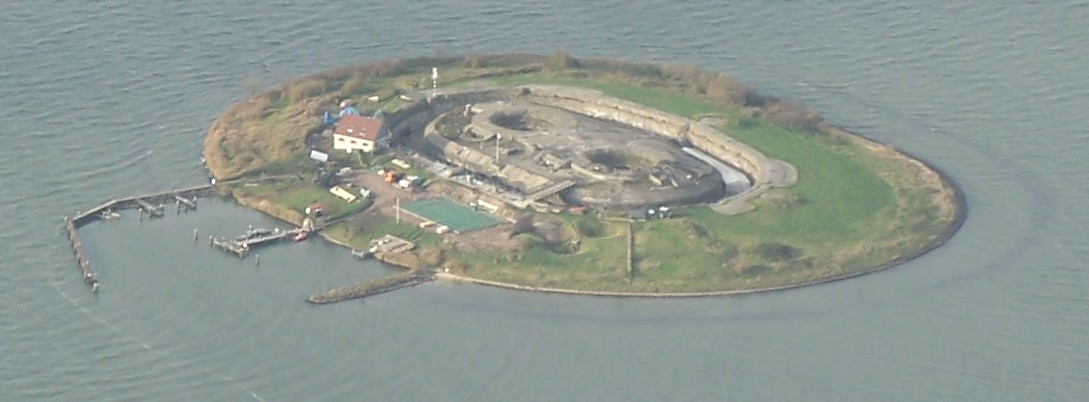
Isla Pampus

- Isla Pampus.